# Legendary Dudas
Legendary Dudas es una serie de televisión estrenada en Nickelodeon el 9 de julio de 2016. La serie sigue las aventuras de Sam y Tyler, que cuentan sus historias en la secundaria y en su vida diaria.
La serie fue cancelada por baja audiencia  el 30 de julio de 2016

## Sinopsis
Sam Duda tiene 11 años de edad, y Tyler Duda de 12 años de edad, son dos hermanos que tratan de llevar sus vidas normales contando historias ocurridas en sus vidas diarias y sus aventuras en secundaria. Los dos son muy diferentes pero iguales entre sí, aunque uno es más inteligente que otro, ambos se llevan bien.

## Elenco y personajes

### Personajes principales
- Theodore Barnes como Sam Duda.
- DeVion Harris como Tyler Duda.

### Personajes secundarios
- Jackson A. Dunn como Elmer.
- Mylo Gosch como Neiderprum.
- Pearce Joza como Logan.
- Dallas Liu como Carter.
- Meyrick Murphy como Dallas.
- Daniella Perkins como Sophia.
- Megan Richie como Gigi.
- Laura Harman como Miss Tolomeo.
- Kelly Perine como Principal Platt.

## Episodios
| N.º | Título                                 | Dirigido por                 | Escrito por                                   | Fecha de emisión original | Código de prod. | Audiencia (millones) |
| --- | -------------------------------------- | ---------------------------- | --------------------------------------------- | ------------------------- | --------------- | -------------------- |
| 1   | «The Worst Best Day Ever»              | Ben Pluimer                  | Kevin Jakubowski                              | 9 de julio de 2016        | 101             | 1,0                  |
| 2   | «The Great Cricket Caper»/«Carpe Duda» | Lauren PalmigianoBen Pluimer | Nate FedermanPatrice Asuncion y Nick Rossitto | 16 de julio de 2016       | 102             | 1,1                  |
| 3   | «Blazing Pedals»/«The Chest Hair»      | Morgan EvansBen Pluimer      | Nate FedermanDave Ihlenfeld y David Wright    | 23 de julio de 2016       | 104             | 0,9                  |
| 4   | «King Sam»/«Karate Kids»               | Ben PluimerMorgan Evans      | Dave Ihlenfeld y David WrightLaura House      | 30 de julio de 2016       | 103             | 1,1                  |
| 5   | «Un Film de Duda»/«Homeroom Wars»      | Ben PluimerTodd Sklar        | Nate FedermanDave Ihlenfeld y David Wright    | 6 de agosto de 2016       | 106             | 0,9                  |
| 6   | «The Fesnki Fun Fair»/«Club Gigi»      | Lauren PalmigianoTodd Sklar  | Patrice Asuncion y Nick RossittoAlly Musika   | 13 de agosto de 2016      | 105             | 1,2                  |

## Producción
La serie se había confirmado antes como Homeroom, The Dudas y The Duda Brothers. Nickelodeon confirmó la serie en marzo de 2016 para 6 episodios.